# Babuíno-anúbis
O babuíno-anúbis (Papio anubis) é membro da família Cercopithecidae (macacos do velho mundo). A espécie é a mais espalhada de todas as espécies de babuínos: é encontrada em vinte e cinco países através da África, estendendo-se do sul de Mali até a Etiópia e a Tanzânia. Populações isoladas também são encontradas em algumas das montanhas das regiões do Saara. Essa espécie habita savanas, estepes, e florestas.

## Características físicas
O babuíno-anúbis é nomeado assim por causa da sua semelhança com o antigo deus egípcio Anúbis, que era frequentemente representado por uma cabeça de cão muito parecida com a face do babuíno. De perto, possui coloração múltipla, devido a anéis marrom-amarelados e pretos nos seus pelos. De longe, a impressão é de possuir coloração cinza-esverdeada.
Os machos possuem uma juba e são maiores e mais pesados do que as fêmeas. Em média, machos têm setenta centímetros de altura e vinte e quatro quilos; já as fêmeas, medem sessenta centímetros e pesam 14,7 quilos.